# Chelsea Football Club 1980-1981
Questa voce raccoglie le informazioni riguardanti il Chelsea Football Club nelle competizioni ufficiali della stagione 1980-1981.

## Stagione
Il club londinese termina in dodicesima posizione il campionato con un totale di quattordici vittorie, dodici pari e sedici sconfitte.
Il Chelsea inizia l'FA Cup dal terzo turno, dove viene sconfitto dal Southampton 1-3 e quindi eliminato.
Il club londinese inizia la Football League Cup dal secondo turno, dove perde inizialmente 0-1 contro il Cardiff City, nel ritorno pareggia 1-1 e viene quindi eliminato.

## Maglie e sponsor
Nella stagione 1980-1981 del Chelsea non è presente il main sponsor, lo sponsor tecnico è Umbro. La divisa primaria è costituita dal maglia blu con colletto a polo bianco, estremità delle maniche albine, decorazioni bianche lungo i lati delle maniche, calzoncini blu e calzettoni bianchi. La divisa da trasferta è formata da una maglia gialla con colletto a polo verde, estremità delle maniche verdi, decorazioni verdi lungo i lati delle maniche, pantaloncini verdi e calzettoni gialli con linee verdi come decorazione nella parte superiore. La terza divisa è costituita da maglia bianca con colletto a V blu e estremità delle maniche con il medesimo colore, pantaloncini e calzettoni bianchi.
| Casa | Trasferta | Terza divisa |

## Rosa
Rosa e numerazione sono aggiornati al 31 maggio 1981.
| N. |                        | Ruolo | Calciatore   |
| -- | ---------------------- | ----- | ------------ |
|    | Jugoslavia (bandiera)  | P     | Petar Borota |
|    | Inghilterra (bandiera) | D     | Gary Chivers |
|    | Inghilterra (bandiera) | D     | Micky Droy   |
|    | Inghilterra (bandiera) | D     | Colin Pates  |
|    | Inghilterra (bandiera) | D     | Dennis Rofe  |
|    | Scozia (bandiera)      | C     | Ian Britton  |

| N. |                        | Ruolo | Calciatore          |
| -- | ---------------------- | ----- | ------------------- |
|    | Inghilterra (bandiera) | C     | John Bumstead       |
|    | Inghilterra (bandiera) | C     | Mike Fillery        |
|    | Scozia (bandiera)      | C     | Colin Lee           |
|    | Sudafrica (bandiera)   | C     | Colin Viljoen       |
|    | Inghilterra (bandiera) | A     | Peter Rhoades-Brown |
|    | Inghilterra (bandiera) | A     | Clive Walker        |

## Calciomercato
| Arrivi | Arrivi      | Arrivi         | Arrivi   |
| R.     | Nome        | da             | Modalità |
| ------ | ----------- | -------------- | -------- |
| C      | Colin Lee   | Tottenham      | ?        |
| D      | Dennis Rofe | Leicester City | ?        |

| Partenze | Partenze      | Partenze  | Partenze |
| R.       | Nome          | a         | Modalità |
| -------- | ------------- | --------- | -------- |
| D        | Ron Harris    | Brentford | ?        |
| A        | Tommy Langley | QPR       | ?        |

## Statistiche

### Statistiche di squadra
| Competizione        | Punti | Totale | Totale | Totale | Totale | Totale | Totale |
| Competizione        | Punti | G      | V      | N      | P      | Gf     | Gs     |
| ------------------- | ----- | ------ | ------ | ------ | ------ | ------ | ------ |
| Campionato          | 40    | 42     | 14     | 12     | 16     | 46     | 41     |
| FA Cup              | -     | 1      | 0      | 0      | 1      | 1      | 3      |
| Football League Cup | -     | 2      | 0      | 1      | 1      | 1      | 2      |
| Totale              | -     | 45     | 14     | 13     | 18     | 48     | 46     |